# 环扁桃酯
环扁桃酯是一种有机化合物，化学式C17H24O3，属于一种血管扩张剂，用于治疗雷诺氏综合征、动脉硬化等。